# Венро
Венро или Венроронон (на английски: Wenro, Wenrohronon) – тяхното пълно име от хуронски, е едно малко ирокезко племе, 1200 – 2000 души, което живее в западен Ню Йорк и северозападна Пенсилвания, центрирано главно около днешния Куба – Ню Йорк.
Не е известно колко са селата им, но се предполага, че са 2 или 3. Малкото, което се знае за тях идва от хуроните, тъй като не е имало пряк контакт между венро и европейците. Предполага се, че не се различават от останалите ирокези. В началото на Бобровите войни (1629 – 1701), сключват съюз с племената ери и неутрал, но по неизвестни причини съюзът е развален през 1639 г. и венро остават сами срещу мощните ирокези, които бързо научават, че неутрал са оттеглили подкрепата си и нападат малобройните венро. Повечето от тях са принудени да се изтеглят отвъд река Ниагара, други бягат при неутрал, а около 600 намират убежище при хуроните. Една малка група обаче остава в родината си и се бори с ирокезите до 1643 г., когато са победени и разпръснати. Оттогава племето престава да съществува.